# Leimen (Baden-Württemberg)
Leimen è un comune tedesco di 27 145 abitanti.

## Geografia fisica
Situata nella zona nord ovest del Baden-Württemberg, circa 7 km a sud di Heidelberg, Leimen è attualmente la terza città più grande del circondario Rhein-Neckar-Kreis, preceduta da Weinheim e Sinsheim.
La città è collocata lungo il corso della Bergstraße e della Bertha Benz Memorial Route. 
Negli anni settanta, a seguito della riforma comunale ed amministrativa che coinvolse la zona, il comune venne identificato con l'unione dei tre centri contigui di Leimen, Gauangelloch e St. Ilgen. Lo status di "città" venne attribuito a Leimen nel 1981. Nel 1992, superato il numero di 20 000 abitanti, Leimen venne riconosciuta Große Kreisstadt.
Città confinanti in senso orario partendo da nord: Heidelberg, Gaiberg, Bammental, Mauer, Wiesloch, Nußloch, Walldorf e Sandhausen.

## Storia
Leimen viene menzionata per la prima volta in un documento dell'anno 791 come "Leimheim". 
Il territorio della città era allora di proprietà dell'Abbazia di Lorsch e del Vescovato di Worms.
Le prime tracce dell'esistenza dei centri abitati circostanti risalgono invece ad un periodo successivo.
Gauangelloch viene menzionata per la prima volta nel 1016, Ochsenbach nel 1300, Lingental nel 1312 e St. Ilgen nel 1341 (con l'originario nome di St. Aegidius).
L'effettivo abbandono della struttura rurale del borgo iniziò solo dopo la seconda guerra mondiale quando Leimen si trovò ad ospitare circa un migliaio di profughi di nazionalità tedesca provenienti dall'Ungheria e dalla ex Jugoslavia. La creazione di nuovi alloggi e lo sviluppo delle piccole imprese locali di stampo familiare determinarono una progressiva trasformazione del centro che culminò con l'attribuzione dello status di Große Kreisstadt nel 1992.

## Galleria d'immagini

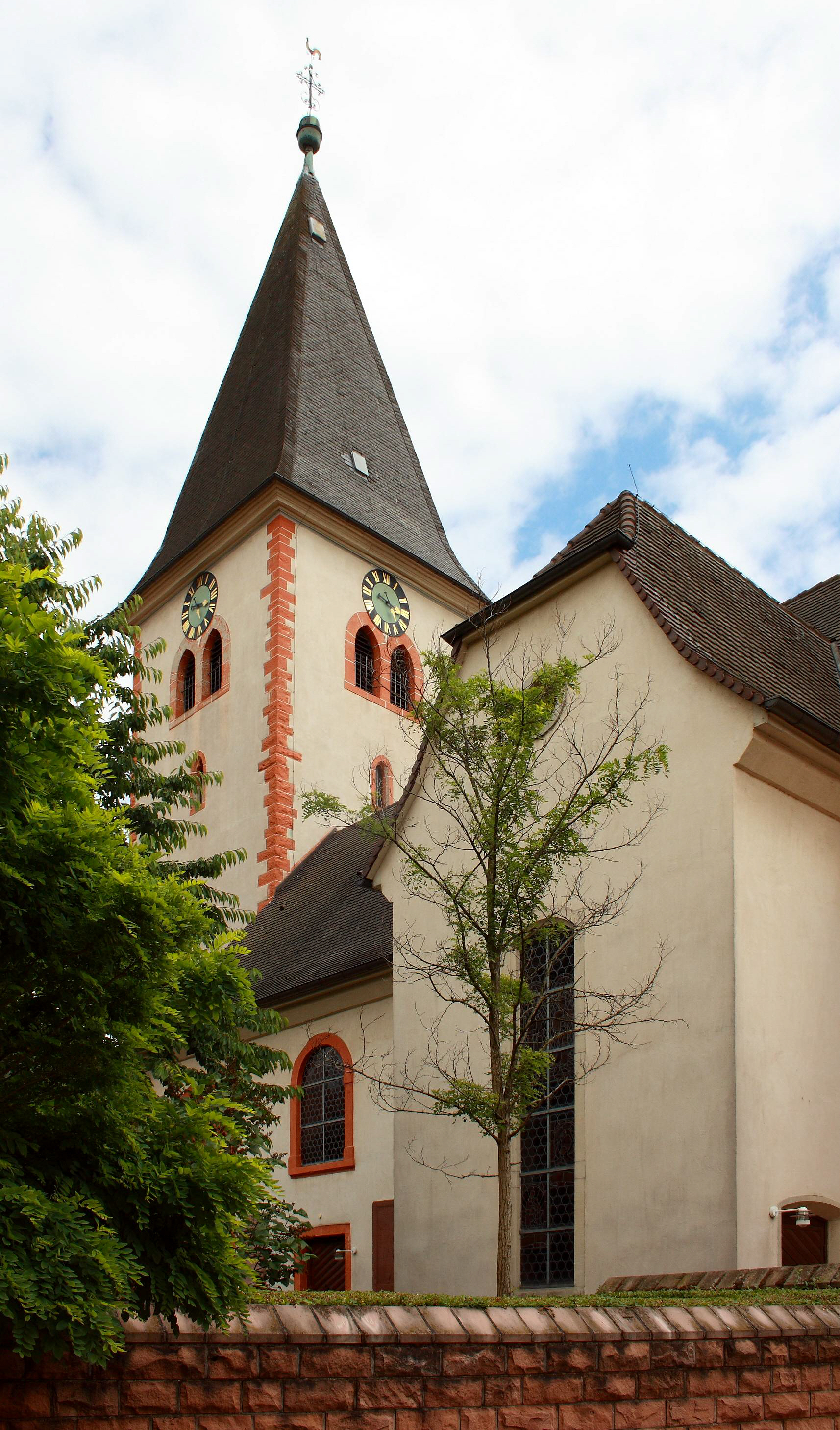
Chiesa evangelica di Leimen
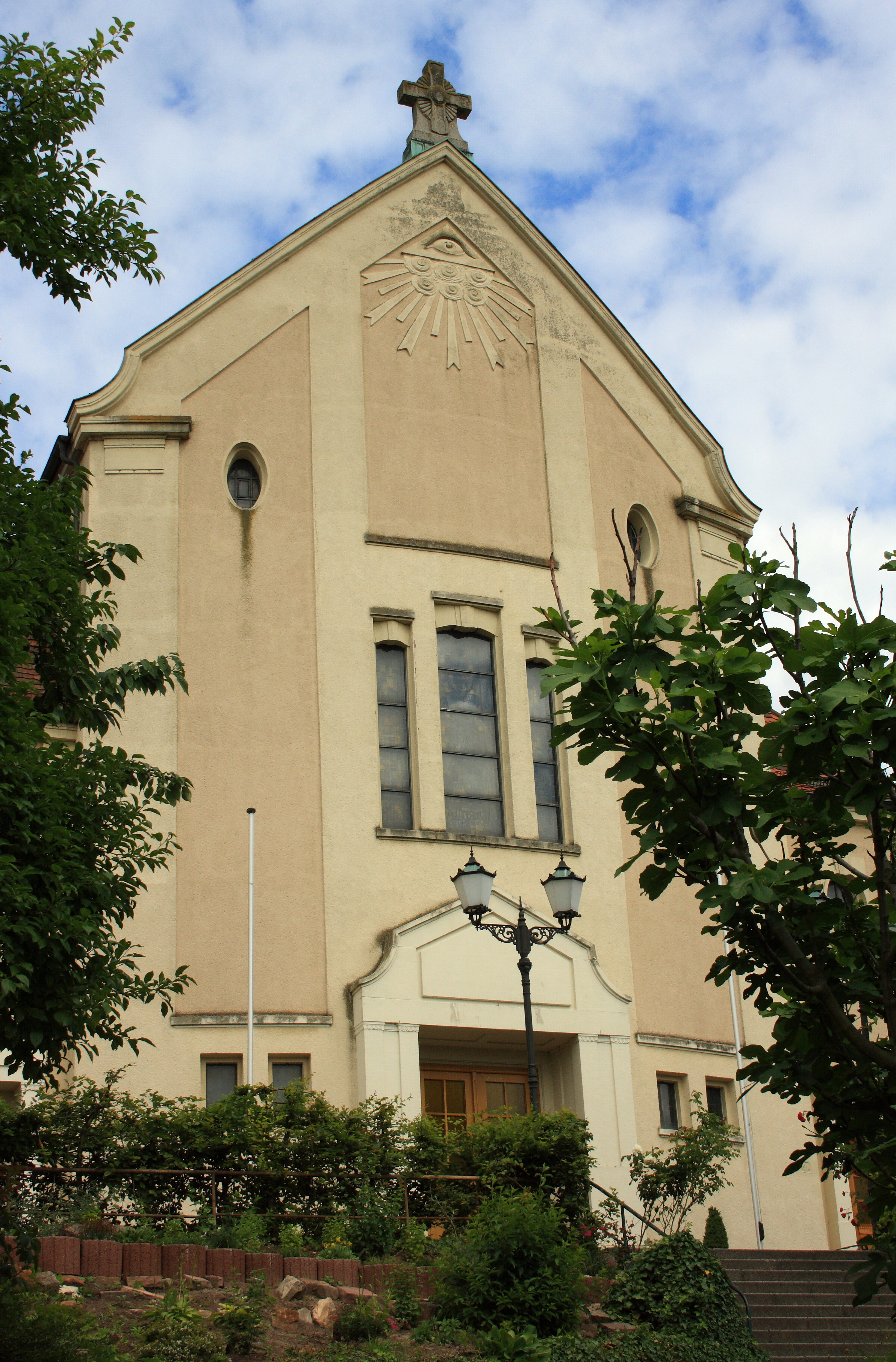
Chiesa Cattolica di Leimen
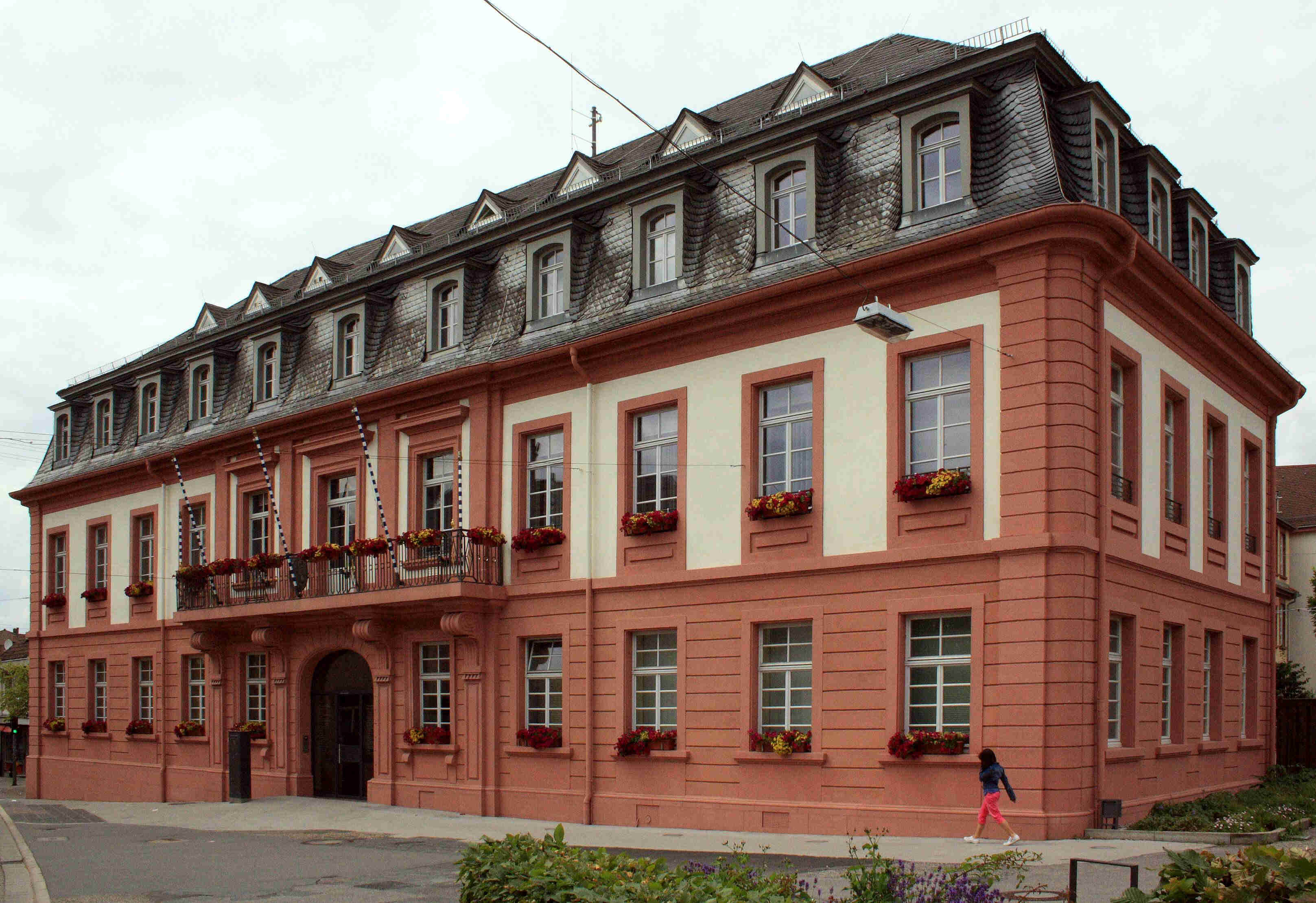
Comune di Leimen
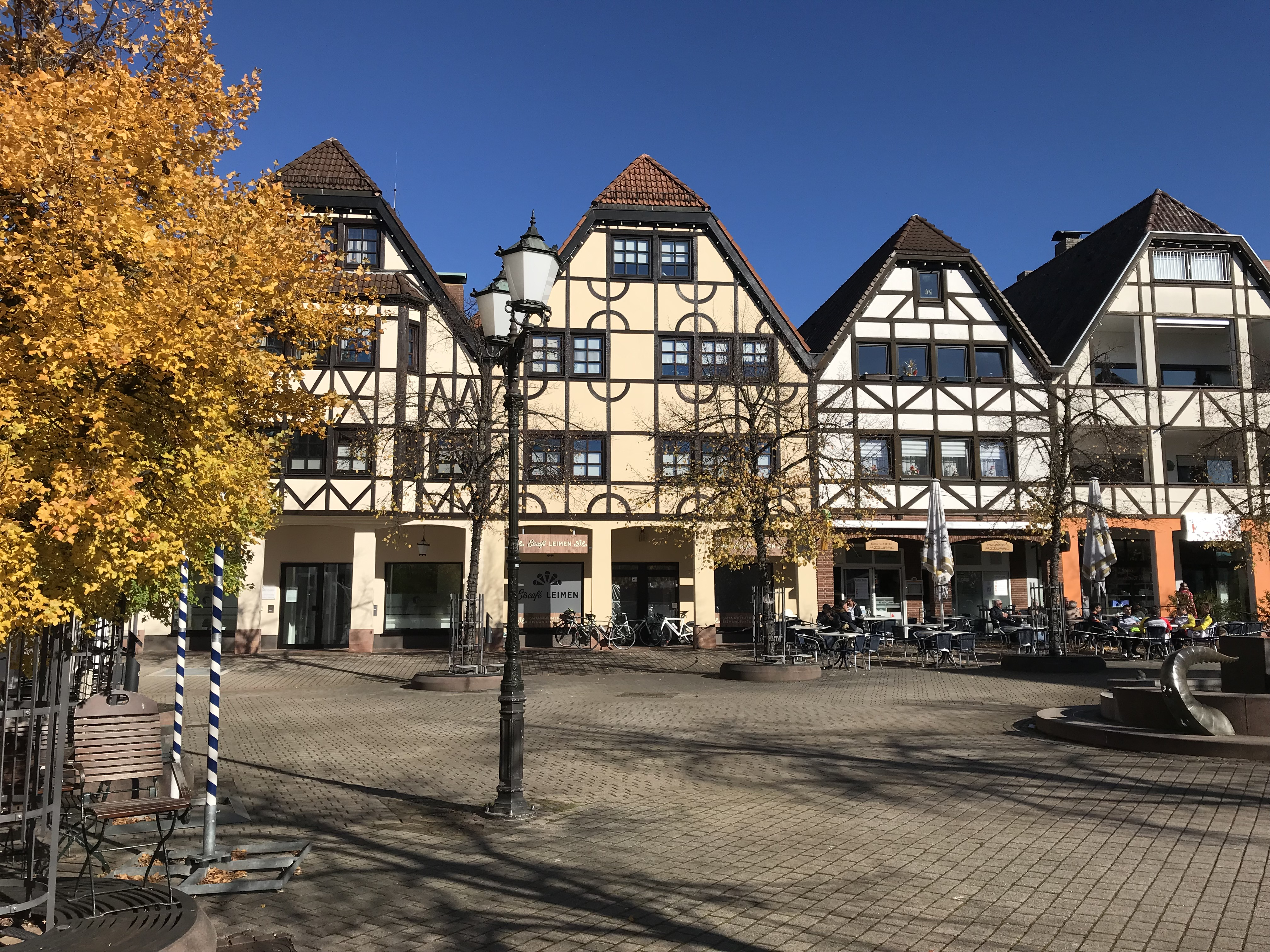
Georgi-Marktplatz, la piazza del mercato
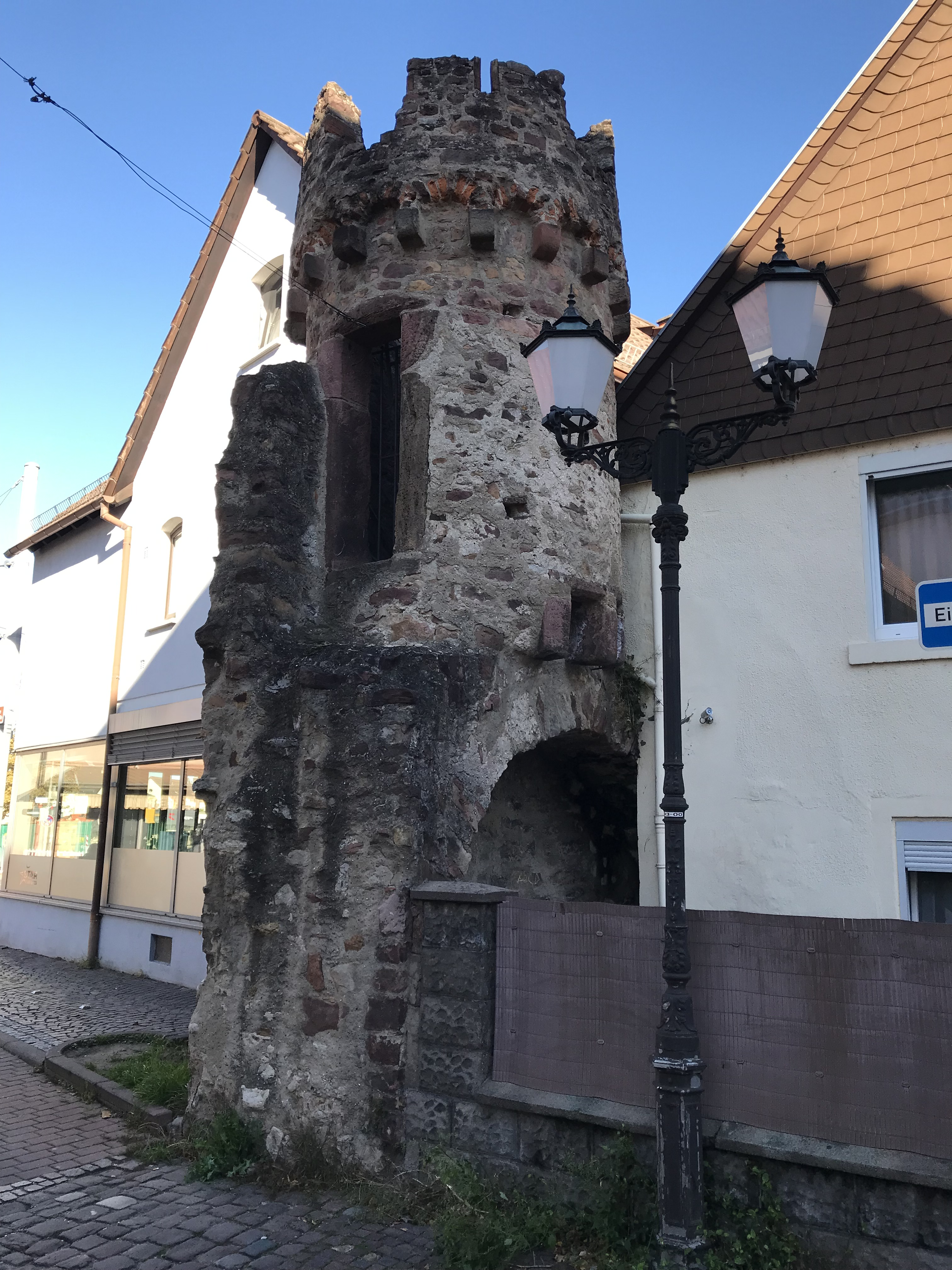
Franzosenturm, i resti di una torre di origine medievale